# Theo Mackeben

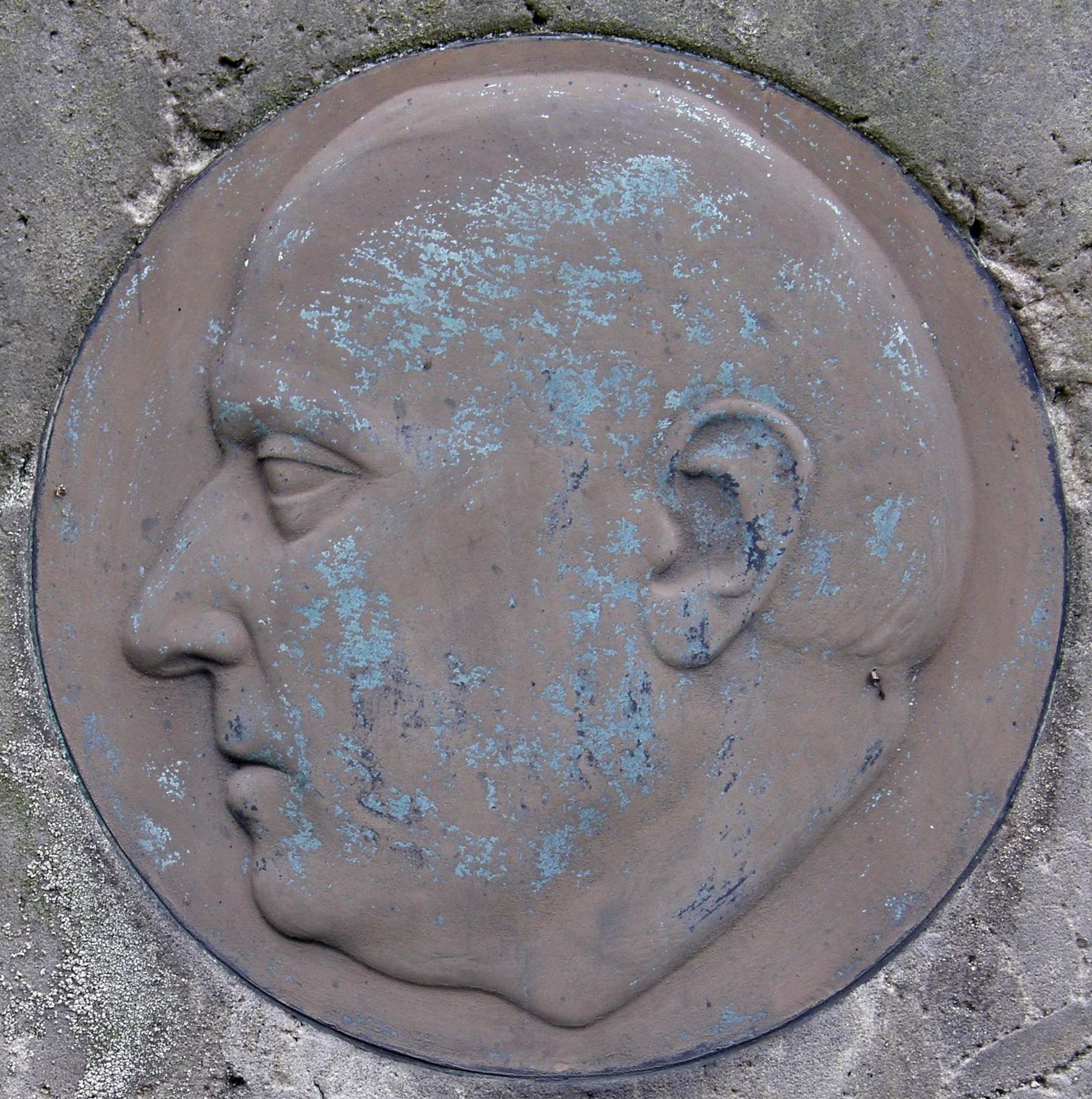
Relieftondo Mackebens auf dessen Grabstein

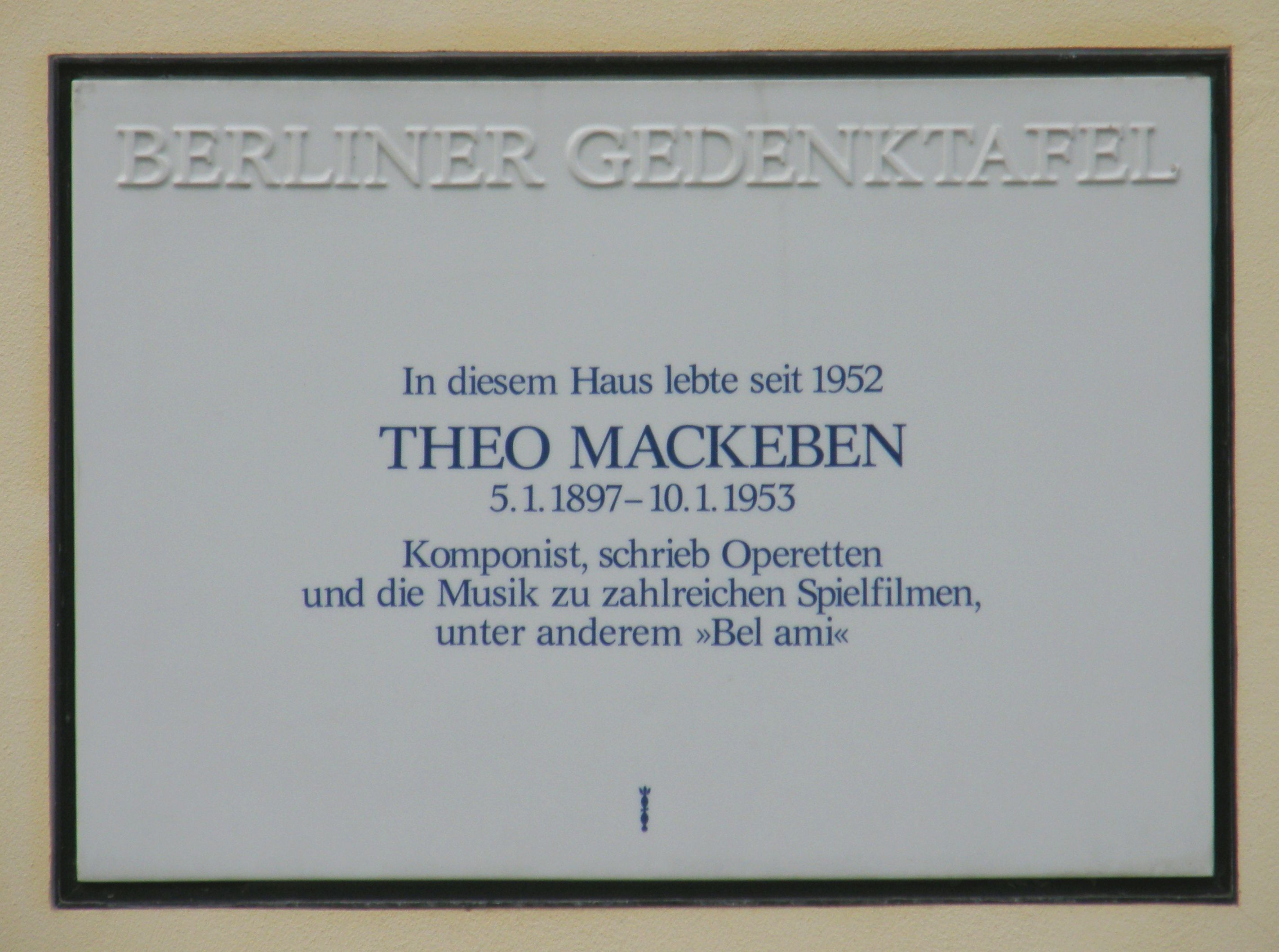
Berliner Gedenktafel
für Theo Mackeben
in Berlin-Schmargendorf

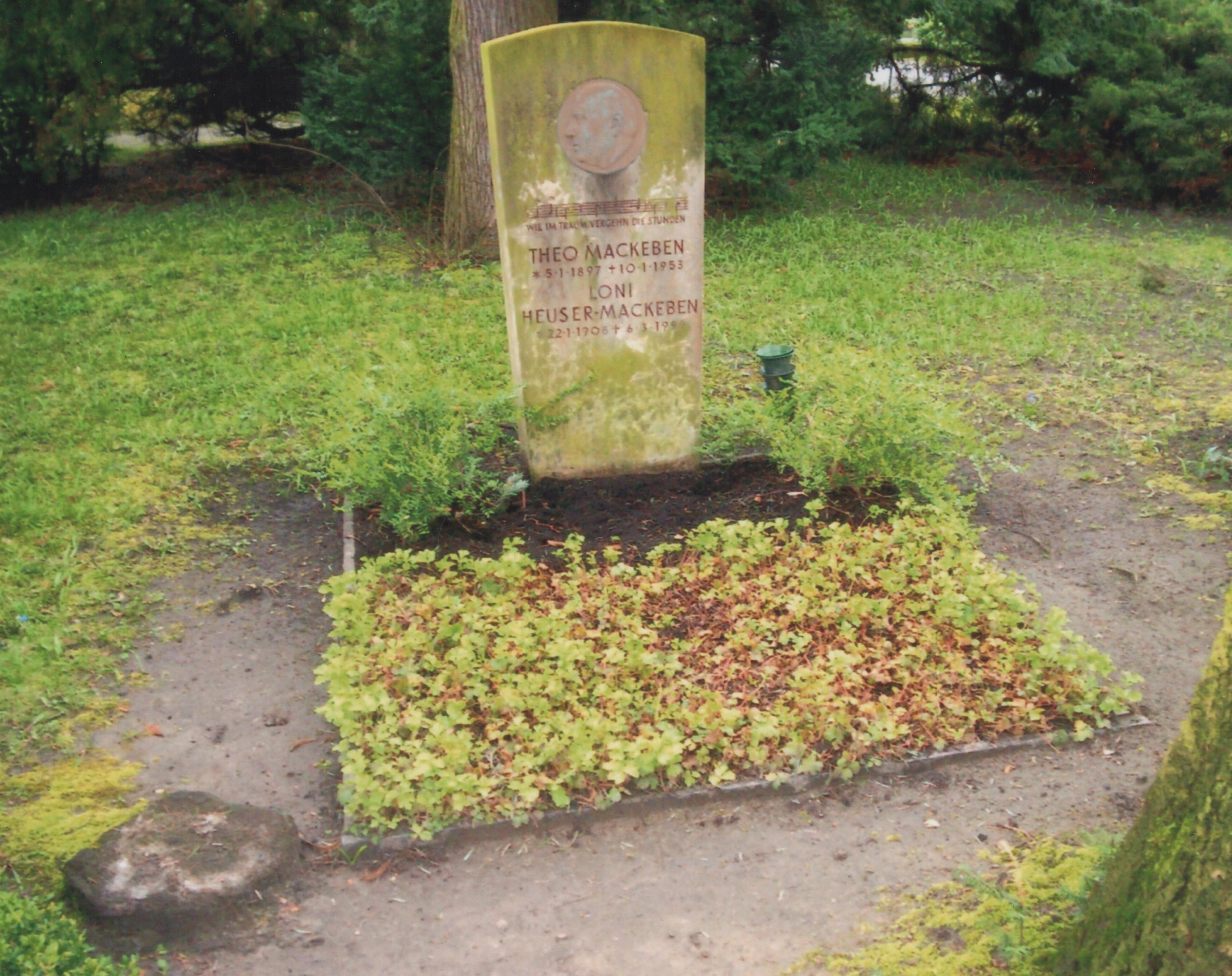
Grabstätte von Theo Mackeben

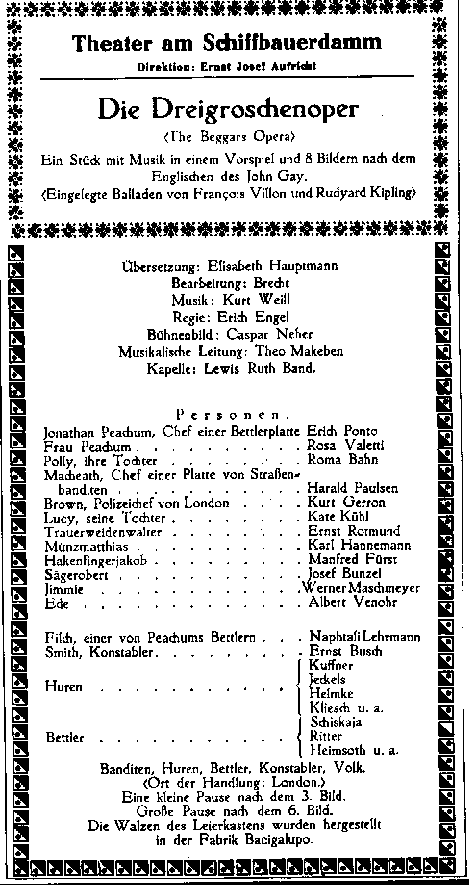
Theo Mackeben als musikalischer Leiter der Dreigroschenoper

Theodor Karl Mackeben (Pseudonyme: John Morris, Red Roberts; * 5. Januar 1897 in Preußisch Stargard, Westpreußen; † 10. Januar 1953 in Berlin; Aussprache [ˈteo maˈkeːbn̩]) war ein deutscher Pianist, Dirigent und Komponist vieler bekannter Bühnen- und Filmmusiken und Schlager.

## Leben
Theo Mackebens Vater wurde als Verwaltungsbeamter der preußischen Armee und Direktor der Garnisonsverwaltung häufiger versetzt, sein älterer Bruder, der spätere Diplomat Wilhelm Mackeben wurde in Minden geboren. Nach seinem Abitur in Koblenz studierte Theo Mackeben von 1916 bis 1920 an der Hochschule für Musik Köln und in Warschau Musik. In Koblenz war er Schüler von Ernst Peters. Bis 1922 war er Konzertpianist, u. a. an der Seite des Violinvirtuosen Leopold Przemislav. Dann ging er nach Berlin, wo er u. a. im Café Größenwahn bei Rosa Valetti Klavier spielte, später auch im Tanzorchester von Barnabás von Géczy im Hotel Esplanade. Daneben war er Bühnenkapellmeister an der Volksbühne, später Erster Kapellmeister des Staatlichen Schauspielhauses. 1928 leitete er im Theater am Schiffbauerdamm die Uraufführung der Dreigroschenoper. In der Zeit des Nationalsozialismus schrieb Mackeben neben Musik zu Unterhaltungsfilmen auch die Filmmusik zu den Propagandafilmen Patrioten, Ohm Krüger und zum antibritischen Kolonialfilm Germanin. Mackeben stand 1944 in der Gottbegnadeten-Liste des Reichsministeriums für Volksaufklärung und Propaganda.
Nach Ende des Zweiten Weltkrieges war Mackeben ab 1946 zwei Jahre lang musikalischer Leiter am Berliner Metropol-Theater.
Mackebens erfolgreichste Arbeiten sind die Modernisierung von Millöckers Operette Gräfin Dubarry, die er 1931 unter dem Titel Die Dubarry herausbrachte, und in die er das Lied Ich schenk mein Herz nur dir allein – eine eigene Originalkomposition – einfügte, sowie die Filmmusik zu Bel Ami.
Theo Mackeben war nach der Scheidung von seiner ersten Ehefrau seit 1950 mit der Schauspielerin Loni Heuser verheiratet. Er starb 1953 in seiner Wohnung in der Kissinger Straße 60 in Berlin-Schmargendorf an einer Herzkranzaderverengung und wurde auf dem Friedhof Wilmersdorf beigesetzt. Sein Leben wurde kurz nach seinem Tod 1954 im Spielfilm Bei Dir war es immer so schön filmisch umgesetzt.

## Werke (Auswahl)
- Operetten
  - 1931: Die Dubarry (als Film 1951)
  - 1932: Die Journalisten
  - 1934: Lady Fanny And The Servant Problem
  - 1934: Liebe auf Reisen
  - 1938: Anita und der Teufel
  - 1943: Der goldene Käfig
  - 1950: Die Versuchung der Antonia
- Opern
  - Manuela (nicht aufgeführt)
  - Rubens (nicht aufgeführt)
- Lieder (Auswahl)
  - 1931: Komm auf die Schaukel, Luise
  - 1934: So oder so ist das Leben
  - 1938: Eine Frau wird erst schön durch die Liebe
  - 1938: Die Nacht ist nicht allein zum Schlafen da
  - 1939: Nur nicht aus Liebe weinen
  - 1939: Bel ami [Du hast Glück bei den Frau’n]
  - 1940: Bei dir war es immer so schön
  - 1943: Frauen sind keine Engel
- Oratorien
  - Hiob
- Klavier- und Cellokonzert, Schauspielmusiken, Orchesterstücke, Lieder
  - 1945: Klavierkonzert b-moll
  - 1946: Sinfonische Ballade für Violoncello und Orchester
  - Rhapsodie für großes Orchester
- Musik zu Tonfilmen
  - 1932: Die verkaufte Braut
  - 1932: Wie sag’ ich’s meinem Mann?
  - 1933: Liebelei
  - 1934: Die Finanzen des Großherzogs
  - 1934: So oder so ist das Leben, aus dem Film Liebe, Tod und Teufel
  - 1935: Der Student von Prag
  - 1936: Intermezzo
  - 1938: Die Nacht ist nicht allein zum Schlafen da, aus dem Film Tanz auf dem Vulkan
  - 1938: Gewagtes Spiel (Break the News)
  - 1938: Heimat
  - 1939: Es war eine rauschende Ballnacht
  - 1939: Bel Ami
  - 1939: Ich bin Sebastian Ott
  - 1940: Das Herz der Königin
  - 1941: Ohm Krüger
  - 1941: Der Weg ins Freie
  - 1942: Hochzeit auf Bärenhof
  - 1942: Frauen sind keine Engel
  - 1943: Das Bad auf der Tenne
  - 1943: Abenteuer im Grandhotel
  - 1943: Altes Herz wird wieder jung
  - 1943: Die Gattin
  - 1944: Das Konzert
  - 1947: … und über uns der Himmel
  - 1948: Chemie und Liebe
  - 1949: Träum’ nicht, Annette!
  - 1949: Die Reise nach Marrakesch
  - 1949: Wer bist du, den ich liebe?
  - 1951: Die Dubarry
  - 1951: Die Sünderin
  - 1951: Es geschehen noch Wunder
  - 1958: Rivalen der Manege